# Bassignac-le-Haut
 Bassignac-le-Haut  (en occitano Bassinhac lo Naut) es una comuna y población de Francia, en la región de Lemosín, departamento de Corrèze, en el distrito de Tulle y cantón de Saint-Privat.
Su población en el censo de 2008 era de 191 habitantes.
No está integrada en ninguna Communauté de communes.

## Demografía
| 429 | 476 | 426 | 395 | 311 | 211 | 191 |
| Para los censos de 1962 a 1999 la población legal corresponde a la población sin duplicidades (Fuente: INSEE [Consultar]) |     |     |     |     |     |     |